# Орден Военных заслуг Аль-Хусейна
Орден Военных заслуг Аль-Хусейна (англ. Wisam al-Istahaqaq al-Askari al-Husayniya) — государственная награда Иордании за военные заслуги.

## История
Орден Военных заслуг Аль-Хусейна был учреждён королём Иордании Хусейном в 1976 году для награждения выдающихся заслуг служащих Вооружённых сил Иордании. Гражданские лица также могут получить орден в награду за исключительные заслуги в защите королевства.

## Степени
Орден имеет пять классов:
- Большая лента — инсигнии состоят из знака 52 мм в диаметре на широкой чрезплечной ленте и звезды 98 мм в диаметре на левой стороне груди. Вручается офицерам в чине не ниже генерала.
- Гранд-офицер — инсигнии состоят из знака диаметром 60 мм на шейной ленте и звезды на левой стороне груди. Вручается Бригадным генералам и полковникам.
- Командор — инсигнии состоят из знака диаметром 60 мм на шейной ленте. Вручается старшим офицерам.
- Офицер — инсигнии состоят из знака диаметром 52 мм на нагрудной ленте с розеткой. Вручается младшим офицерам.
- Кавалер — инсигнии состоят из знака диаметром 45 мм на нагрудной ленте. Вручается унтер-офицерам и ниже.

## Описание

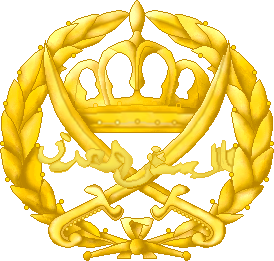
Эмблема ВС Иордании

Знак ордена — золотая семиконечная звезда белой эмали с золотыми шариками на концах, наложенная на золотой лавровый венок, и на серебряную семиконечную же перевёрнутую звезду, лучи которой формируются пучками разновеликих пирамидально расположенных лучиков с бриллиантовой огранкой. В центре звезды круглый медальон красной эмали с каймой, орнаментированной зернью. В медальоне золотая эмблема вооружённых сил Иордании — две перекрещенные сабли под иорданской королевской короной, наложенные на лавровый венок, поверх сабель надпись на арабском языке.
Звезда ордена аналогична знаку, но большего размера.
Знаки класса Большая лента и Кавалер отличаются от всех остальных отсутствием серебряной перевёрнутой звезды.
Лента ордена шёлковая муаровая с широкой зелёной полосой в центре, черными полосками по краям и красной полоской, обрамлённой белыми тонкими полосками.
В инсигнии ордена входят миниатюра и орденская планка.
| Орденские планки | Орденские планки | Орденские планки | Орденские планки | Орденские планки |
| ---------------- | ---------------- | ---------------- | ---------------- | ---------------- |
| Большая лента    | Гранд-офицер     | Командор         | Офицер           | Кавалер          |
|                  |                  |                  |                  |                  |